# Taiga Kimoto
Taiga Kimoto (japanisch 木許 太賀 Kimoto Taiga; * 13. Juni 2005 in Tsukumi, Präfektur Ōita) ist ein japanischer Fußballspieler.

## Karriere
Taiga Kimoto erlernte das Fußballspielen in der Jugend von Ōita Trinita. Hier unterschrieb er am 1. Februar 2024 seinen ersten Vertrag. Der Verein aus Ōita spielt in der zweiten Liga, der J2 League. Sein Zweitligadebüt gab Kimoto am 16. Juni 2024 (20. Spieltag) im Heimspiel gegen den Tochigi SC. Bei der 0:2-Heimniederlage wurde er in der 79. Minute für Shin’ya Utsumoto eingewechselt.